# Frank Zimmermann (Politiker)
Frank Zimmermann (* 9. Mai 1957 in Kiel) ist ein deutscher Politiker (SPD) und ehemaliges Mitglied des Abgeordnetenhauses von Berlin von 2001 bis 2021.

## Leben
Frank Zimmermann absolvierte nach seinem im Jahr 1976 am Ernst-Barlach-Gymnasium in Kiel-Steenbek-Projensdorf abgelegten Abitur ein Studium der Rechtswissenschaften und der Politischen Wissenschaften an der Freien Universität Berlin.
Nach dem im Jahr 1990 abgelegten Zweiten Juristischen Staatsexamen war er bis 1995 als Wissenschaftlicher Mitarbeiter für die Abgeordnetenhaus-Fraktion der SPD tätig. 1995 wurde er als Referatsleiter in der Thüringischen Landesvertretung in Berlin angestellt und arbeitete danach von 1996 bis 1997 als Pressesprecher der Senatsverwaltung für Finanzen. Für den Landesverband der Berliner SPD übernahm er dann von 1998 bis 1999 die Anstellung als Pressesprecher. In den Jahren 2000/01  wechselte er wieder zur Senatsverwaltung für Finanzen, diesmal als Leiter der Arbeitsgruppe Wissenschaft, Forschung und Kultur.

## Politik
Frank Zimmermann trat 1986 in Berlin der SPD bei. Von November 2001 bis November 2021 war er Mitglied des Abgeordnetenhauses von Berlin und wurde direkt über den Wahlkreis Tempelhof-Schöneberg 5 ins Parlament gewählt. Er gehörte in der Funktion als Abgeordneter dem Ausschuss für Inneres, Sicherheit und Ordnung, dem Ausschuss für Europa- und Bundesangelegenheiten, Medien, Berlin-Brandenburg sowie dem Sonderausschuss „Restitution“ an.
Er leitete in der 15. Wahlperiode (2001 bis 2006) als Vorsitzender den  „Parlamentarischen Untersuchungsausschusses Bankgesellschaft“ (PUA). Dieser sollte den Berliner Bankenskandal beleuchten und  Verantwortlichkeiten herausstellen. Er ist Mitglied der Europa-Union Berlin (EUB) und Gründungsmitglied der überfraktionellen EUB-Parlamentariergruppe im Abgeordnetenhaus.
Frank Zimmermann war europa- und medienpolitischer Sprecher der SPD-Fraktion im Berliner Abgeordnetenhaus und Mitglied im Rundfunkrat des rbb.
Bei den Abgeordnetenhauswahlen 2021 trat er nicht mehr an und schied somit im November 2021 aus dem Abgeordnetenhaus aus.